# Partido Laborista de Mauricio
El Partido Laborista de Mauricio (PLM) (en francés:Parti Travailliste, en inglés:Mauritian Labour Party) es un partido político de Mauricio. En las elecciones legislativas del 11 de septiembre de 2000, el partido participó de una coalición con el Partido de Mauricio de Xavier-Luc Duval, con la cual ganó el 36.6% del voto popular, y 36 escaños en el parlamento.
El PLM es miembro de la Internacional Socialista.

## Historia
El PLM se formó en 1936, con la estructura del Partido Laborista de Reino Unido. Sus principios son similares a los de su homónimo inglés, es decir, obtener el voto universal para la clase trabajadora, representarla en el Parlamento, la organización del Departamento del Trabajo, la prohibición de la explotación capitalistas en los campos de caña de azúcar, así también como la implantación de los valores socialistas en la isla.
El PLM abogó por la independencia de Mauricio, de Reino Unido, en 1968, y luego de obtenerla, trabajo para la construcción de un estado de bienestar viable. Hoy en día, el gobierno de Mauricio garantiza beneficios como educación, salud pública, pensiones jubilatorias, vacaciones pagadas, etc.
Los objetivos actuales del PLM son garantizar la igualdad de oportunidades para todos los ciudadanos, sin importar la religión, sexo, raza, o clase social, y también asegurar seguridad, salud, y un ambiente sano y limpio para toda la gente de Mauricio.
En las elecciones del 3 de julio de 2005, el PLM participó de la Alianza Social, con la que obtuvo 42 de los 72 escaños del Parlamento.

## Resultados electorales
| Elección | Líder                  | Asamblea Nacional | Asamblea Nacional | Posición | Resultado          | Notas                                                       |
| Elección | Líder                  | Candidatos        | Escaños           | Posición | Resultado          | Notas                                                       |
| -------- | ---------------------- | ----------------- | ----------------- | -------- | ------------------ | ----------------------------------------------------------- |
| 1967     | Seewoosagur Ramgoolam  | 35/60             | 24/70             | 1.º      | Coalición          | Dentro del Partido de la Independencia.                     |
| 1976     | Seewoosagur Ramgoolam  | 60/60             | 28/70             | 2.º      | Coalición          |                                                             |
| 1982     | Seewoosagur Ramgoolam  | 60/60             | 0/70              |          | Extraparlamentario | Dentro del Bloque por la Independencia.                     |
| 1983     | Satcam Boolell         | 15/60             | 9/70              | 3º       | Coalición          | En coalición con el Movimiento Socialista Militante.        |
| 1987     | Satcam Boolell         | 15/60             | 8/70              | 3º       | Coalición          | En coalición con el Movimiento Socialista Militante.        |
| 1991     | Navinchandra Ramgoolam | 35/60             | 3/70              | 3º       | Oposición          | En coalición con el Partido Mauriciano Social Demócrata.    |
| 1995     | Navinchandra Ramgoolam | 35/70             | 35/70             | 1º       | Coalición          | En coalición con el Movimiento Militante Mauriciano.        |
| 2000     | Navinchandra Ramgoolam | 50/60             | 8/70              | 3º       | Oposición          | En coalición con el Partido Mauriciano de Xavier-Luc Duval. |
| 2005     | Navinchandra Ramgoolam | 45/60             | 32/70             | 1º       | Coalición          | En la Alianza Social.                                       |
| 2010     | Navinchandra Ramgoolam | 35/60             | 28/70             | 1º       | Coalición          | En la Alianza del Porvenir.                                 |
| 2014     | Navinchandra Ramgoolam | 30/60             | 4/69              | 5º       | Oposición          | En coalición con el Movimiento Militante Mauriciano.        |
| 2019     | Navinchandra Ramgoolam | 48/60             | 14/69             | 2º       | Oposición          | En coalición con el Movimiento Militante Mauriciano.        |
| 2024     | Navinchandra Ramgoolam | 35/60             | 35/66             | 1º       | Coalición          | En coalición con el Movimiento Militante Mauriciano.        |